# Heteromesus longiremis
Heteromesus longiremis is een pissebeddensoort uit de familie van de Ischnomesidae.